# Christopher Walken
Christopher Walken (* 31. března 1943 Astoria, Queens, New York) je americký filmový a divadelní herec, který se objevil ve více než stu divadelních a filmových rolí.

## Život
V roce 1978 získal Oscara za vedlejší roli ve filmu Lovec jelenů. Účinkoval také ve snímcích Na dosah, Král New Yorku, Batman se vrací, Pravdivá romance, Pulp Fiction: Historky z podsvětí nebo v bondovce Vyhlídka na vraždu. Zahrál si v několika hudebních videoklipech, například v písni „Live to Tell“, nazpívané Madonnou, která propagovala drama Na dosah, nebo ve videu Weapon of Choice hudebníka Fatboye Slima.

## Filmografie
| Rok  | Film                                   | Role                                       | Režie                |
| ---- | -------------------------------------- | ------------------------------------------ | -------------------- |
| 1966 | Barefoot in Athens                     | Lamprocles                                 | George Schaefer      |
| 1969 | The Three Musketeers                   | John Felton                                |                      |
| 1969 | Me and My Brother                      | The Director                               | Robert Frank         |
| 1971 | Andersonovy nahrávky                   | The Kid                                    | Sidney Lumet         |
| 1972 | The Happiness Cage                     | Pvt. James H. Reese                        | Bernard Girard       |
| 1975 | Valley Forge                           | The Hessian                                | Fielder Cook         |
| 1976 | Příští stanice Greenwich Village       | Robert                                     | Paul Mazursky        |
| 1977 | The Sentinel                           | Det. Rizzo                                 | Michael Winner       |
| 1977 | Annie Hallová                          | Duane Hall                                 | Woody Allen          |
| 1977 | Roseland                               | Russel (The Hustle)                        | James Ivory          |
| 1978 | Shoot the Sun Down                     | Mr. Rainbow                                | David Leeds          |
| 1978 | Lovec jelenů                           | Nikanor „Nick“ Chevotarevich               | Michael Cimino       |
| 1979 | Poslední objetí                        | Eckart                                     | Jonathan Demme       |
| 1980 | Nebeská brána                          | Nathan D. Champion                         | Michael Cimino       |
| 1981 | Žoldáci                                | James „Jamie“ Shannon                      | John Irvin           |
| 1981 | Pennies from Heaven                    | Tom                                        | Herbert Ross         |
| 1983 | Who Am I This Time?                    | Harry Nash                                 | Jonathan Demme       |
| 1983 | Brainstorm                             | Dr. Michael Anthony Brace                  | Douglas Trumbull     |
| 1983 | Mrtvá zóna                             | Johnny Smith                               | David Cronenberg     |
| 1985 | Vyhlídka na vraždu                     | Max Zorin                                  | John Glen            |
| 1986 | Na dosah                               | Brad Whitewood Sr.                         | James Foley          |
| 1987 | Deadline                               | Don Stevens                                | Nathaniel Gutman     |
| 1988 | Válka o fazolové pole                  | Kyril Montana                              | Robert Redford       |
| 1988 | Biloxi Blues                           | Sgt. Merwin J. Toomey                      | Mike Nichols         |
| 1988 | Kocour v botách                        | Puss                                       | Eugene Marner        |
| 1988 | Homeboy                                | Wesley Pendergass                          | Michael Seresin      |
| 1989 | Spojení                                | Louis Whitley Strieber                     | Philippe Mora        |
| 1990 | Král New Yorku                         | Frank White                                | Abel Ferrara         |
| 1990 | Podivná pohostinnost                   | Robert                                     | Paul Schrader        |
| 1991 | Sarah prostá a neuvěřitelná            | Jacob Witting                              | Glenn Jordan         |
| 1991 | McBain                                 | Bobby McBain                               | James Glickenhaus    |
| 1992 | Milenky                                | Warren Zell                                | Barry Primus         |
| 1992 | Batman se vrací                        | Max Shreck                                 | Tim Burton           |
| 1992 | Day of Atonement                       | Pasco Meisner                              | Alexandre Arcady     |
| 1992 | All-American Murder                    | P.J. Decker                                | Anson Williams       |
| 1993 | Scam                                   | Jack Shanks                                | John Flynn           |
| 1993 | Skylark                                | Jacob Witting                              | Glenn Jordan         |
| 1993 | Pravdivá romance                       | Vincenzo Coccotti                          | Tony Scott           |
| 1993 | Wayneův svět 2                         | Bobby Cahn                                 | Stephen Surjik       |
| 1994 | Obchodní záležitosti                   | Vanni Corso                                | Charlotte Brandstrom |
| 1994 | Pulp Fiction: Historky z podsvětí      | kapitán Koons                              | Quentin Tarantino    |
| 1995 | Nick of Time                           | pan Smith                                  | John Badham          |
| 1995 | The Prophecy                           | Gabriel                                    | Gregory Widen        |
| 1995 | The Addiction                          | Peina                                      | Abel Ferrara         |
| 1995 | Co dělat v Denveru, když člověk nežije | muž s plánem                               | Gary Fleder          |
| 1995 | Search and Destroy                     | Kim Ulander                                | David Salle          |
| 1995 | Wild Side                              | Bruno Buckingham                           | Donald Cammell       |
| 1996 | Poslední zůstává                       | Hickey                                     | Walter Hill          |
| 1996 | Celluloide                             | americký plukovník Rod Geiger              | Carlo Lizzani        |
| 1996 | Basquiat                               | The Interviewer                            | Julian Schnabel      |
| 1996 | Pohřeb                                 | Raimundo Tempio                            | Abel Ferrara         |
| 1997 | Excess Baggage                         | Raymond "Ray" Perkins                      | Marco Brambilla      |
| 1997 | Suicide Kings                          | Carlo Bartolucci/Charlie Barret            | Peter O'Fallon       |
| 1997 | Mousehunt                              | Caeser, exterminátor                       | Gore Verbinski       |
| 1997 | Touch                                  | Bill Hill                                  | Paul Schrader        |
| 1998 | The Prophecy II                        | Gabriel                                    | Greg Spence          |
| 1998 | Illuminata                             | Umberto Bevalaqua                          | John Turturro        |
| 1998 | New Rose Hotel                         | Fox                                        | Abel Ferrara         |
| 1998 | Trance                                 | strýc Bill Ferriter                        | Michael Almereyda    |
| 1998 | Mravenec Z                             | Col. Cutter (hlas)                         | Eric Darnell         |
| 1999 | Ospalá díra                            | Hessian Horseman                           | Tim Burton           |
| 1999 | Kiss Toledo Goodbye                    | Max                                        | Lyndon Chubbuck      |
| 1999 | Sarah, Plain and Tall: Winter's End    | Jacob Witting                              | Glenn Jordan         |
| 1999 | Vendetta                               | James Houston                              | Nicholas Meyer       |
| 1999 | Dožeň, co se dá!                       | Calvin Webber                              | Hugh Wilson          |
| 2000 | The Prophecy 3: The Ascent             | Gabriel                                    | Patrick Lussier      |
| 2000 | The Opportunists                       | Victor „Vic“ Kelly                         | Myles Connell        |
| 2001 | Joe špína                              | Gert B. „Clem“ Frobe/ Anthony Benandetti   | Dennie Gordon        |
| 2001 | Aféra s náhrdelníkem                   | Alessandro Cagliostro                      | Charles Shyer        |
| 2001 | Zlatíčka pro každého                   | Hal Weidmann                               | Joe Roth             |
| 2001 | Scotland, Pa.                          | poručík McDuff                             | Billy Morrissette    |
| 2001 | Popcorn Shrimp                         | scenárista, režisér                        | Christopher Walken   |
| 2001 | Jungle Juice                           | Roy                                        | Tony Vitale          |
| 2002 | Chyť mě, když to dokážeš               | Frank William Abagnale Sr.                 | Steven Spielberg     |
| 2002 | Plots with a View                      | Frank Featherbed                           | Nick Hurran          |
| 2002 | Engine Trouble                         | Rusty (hlas)                               | Brad Barnes          |
| 2002 | Poolhall Junkies                       | strýc Mike Flynn                           | Mars Callahan        |
| 2002 | Julius Caesar                          | Cato mladík                                | Uli Edel             |
| 2002 | The Country Bears                      | Reed Thimple                               | Peter Hastings       |
| 2003 | Kangaroo Jack                          | Salvatore „Sal“ Maggio                     | David McNally        |
| 2003 | The Rundown                            | Hatcher                                    | Peter Berg           |
| 2003 | Gigli                                  | Det. Stanley Jacobellis                    | Martin Brest         |
| 2004 | Envy                                   | J-Man                                      | Barry Levinson       |
| 2004 | Stepfordské paničky                    | Mike Wellington                            | Frank Oz             |
| 2004 | Around the Bend                        | Turner Lair                                | Jordan Roberts       |
| 2004 | Man on Fire                            | Paul Rayburn                               | Tony Scott           |
| 2005 | Nesvatbovi                             | William Cleary                             | David Dobkin         |
| 2005 | Domino                                 | Mark Heiss                                 | Tony Scott           |
| 2005 | Romance and Cigarettes                 | bratranec Bo                               | John Turturro        |
| 2006 | Klik – život na dálkové ovládání       | Morty                                      | Frank Coraci         |
| 2006 | Man of the Year                        | Jack Menkan                                | Barry Levinson       |
| 2006 | Fade to Black                          | výčepní                                    | Oliver Parker        |
| 2007 | Hairspray                              | Wilbur Turnblad                            | Adam Shankman        |
| 2007 | Skóruj                                 | Feng                                       | Robert Ben Garant    |
| 2008 | Evil Calls: The Raven                  | Raven (hlas)                               | Richard Driscoll     |
| 2008 | Five Dollars a Day                     | Nat Parker                                 | Nigel Cole           |
| 2009 | Občan Brando                           | Joe                                        | Ridha Behi           |
| 2009 | Staří a neklidní                       | Roger Barlow                               | Peter Hewitt         |
| 2010 | Hairspray 2: White Lipstick            | Wilbur Turnblad                            | Adam Shankman        |
| 2011 | Sejmout zabijáka                       | Shondor Birns                              | Jonathan Hensleigh   |
| 2012 | Sedm psychopatů                        | Hans                                       | Martin McDonagh      |
| 2012 | A Late Quartet                         | Peter Mitchell                             | Yaron Zilberman      |
| 2012 | Jako za starejch časů                  | Doc                                        | Fisher Stevens       |
| 2013 | The Power of Few                       | Doke                                       | Leone Marucci        |
| 2014 | Turks & Caicos                         | Curtis Pelissier                           | David Hare           |
| 2014 | Jersey Boys                            | Gyp DeCarlo                                | Clint Eastwood       |
| 2015 | Zvláštní příběh rodiny F               | Caleb Fang                                 | Jason Bateman        |
| 2015 | When I Live My Life Over Again         | Paul                                       | Robert Edwards       |
| 2015 | Joe Dirt 2: Beautiful Loser            | Anthony Benedetti/Clem Doore/Gert B. Frobe | Fred Wolf            |
| 2016 | Orel Eddie                             | Warren Sharp                               | Dexter Fletcher      |
| 2016 | Kniha džunglí                          | král Ludvík (hlas)                         | Jon Favreau          |
| 2016 | Já, kocour                             | Felix Perkins                              | Barry Sonnenfeld     |
| 2018 | Irreplaceable You                      | Myron                                      | Stephanie Laing      |
| 2018 | War with Grandpa                       | Jerry                                      | Tim Hill             |